# Nålkörvel
Nålkörvel (Scandix pecten-veneris) är en växtart i familjen flockblommiga växter. 

## Beskrivning
Nålkörvel är en ettårig ört. Den blir som mest något mer än två decimeter hög. Stjälken är upprätt och vanligen grenig. Bladen är två till tre gånger pardelade med smala bladflikar. Nålkörvel blommar i juni-juli. Blommorna är små och sitter i enkla eller sammansatta flockar med få grenstrålar. Flockarna saknar allmänt svepe, men har enskilt svepe av hela eller flikiga svepeblad. Kronbladen är vita. Frukterna är mycket karaktäristiska, de är långsmala med långt spröt och glest strävhåriga. Huvudunderarten äkta nålkörvel (ssp. pecten-veneris) är inhemsk i Sverige, men underarten späd nålkörvel (ssp. brachycarpa (Guss.) Thell.) kan påträffas tillfälligt. Hos huvudunderarten (ssp. pecten-veneris) är fruktsprötet minst dubbelt så långt som den del av frukten som innehåller fröet, medan sprötet hos underarten späd nålkörvel (ssp. brachycarpa) är mindre än två gånger så långt.
Nålkörvel kan knappast förväxlas med andra arter. 

## Utbredning
Nålkörvel förekommer sällsynt på Gotland och Öland, men den har också påträffats i andra sydsvenska landskap. Den växer vanligen i åkrar eller på ruderatmark men blir alltmer sällsynt, bland annat på grund av ökad utsädesrensning. Första fynduppgift är från Öland och Gotland och publicerades av Linné 1741 (Nordstedt 1920). 

## Etymologi
Artnamnet pecten-veneris kommer av latinets pecten (kam) och veneris (Venus), namnet betyder 'Venus kam', vilket syftar på fruktsamlingens form. Svenska namnet nålkörvel syftar på de långa, nästan nållika, frukterna. 